# Mangualde
Mangualde és un municipi portuguès, situat al districte de Viseu, a la regió del Centre i a la subregió de Dão-Lafões. L'any 2004 tenia 21.158 habitants. Es divideix en 18 freguesias. Limita al nord amb Penalva do Castelo, a l'est amb Fornos de Algodres, al sud-est amb Gouveia, al sud amb Seia, al sud-oest amb Nelas i al nord-oest amb Viseu.

## Població
| Població del concelho de Mangualde (1801 – 2004) | Població del concelho de Mangualde (1801 – 2004) | Població del concelho de Mangualde (1801 – 2004) | Població del concelho de Mangualde (1801 – 2004) | Població del concelho de Mangualde (1801 – 2004) | Població del concelho de Mangualde (1801 – 2004) | Població del concelho de Mangualde (1801 – 2004) | Població del concelho de Mangualde (1801 – 2004) | Població del concelho de Mangualde (1801 – 2004) |
| ------------------------------------------------ | ------------------------------------------------ | ------------------------------------------------ | ------------------------------------------------ | ------------------------------------------------ | ------------------------------------------------ | ------------------------------------------------ | ------------------------------------------------ | ------------------------------------------------ |
| 1801                                             | 1849                                             | 1900                                             | 1930                                             | 1960                                             | 1981                                             | 1991                                             | 2001                                             | 2004                                             |
| 10.216                                           | 12.345                                           | 22.340                                           | 23.225                                           | 23.311                                           | 21.438                                           | 21.808                                           | 20.990                                           | 21.158                                           |

## Freguesies
- Abrunhosa-a-Velha
- Alcafache
- Chãs de Tavares
- Cunha Alta
- Cunha Baixa
- Espinho
- Fornos de Maceira Dão
- Freixiosa
- Lobelhe do Mato
- Mangualde
- Mesquitela
- Moimenta de Maceira Dão
- Póvoa de Cervães
- Quintela de Azurara
- Santiago de Cassurrães
- São João da Fresta
- Travanca de Tavares
- Várzea de Tavares